# 北干那那
北干那那是马来西亚柔佛州笨珍县的一个城镇及华人新村，也是县内唯一在紧急状态法令下成立的华人新村，距离小笨珍市区约16公里。由于北干那那早期盛产黄梨，因此也被称为黄梨之乡。

## 名稱

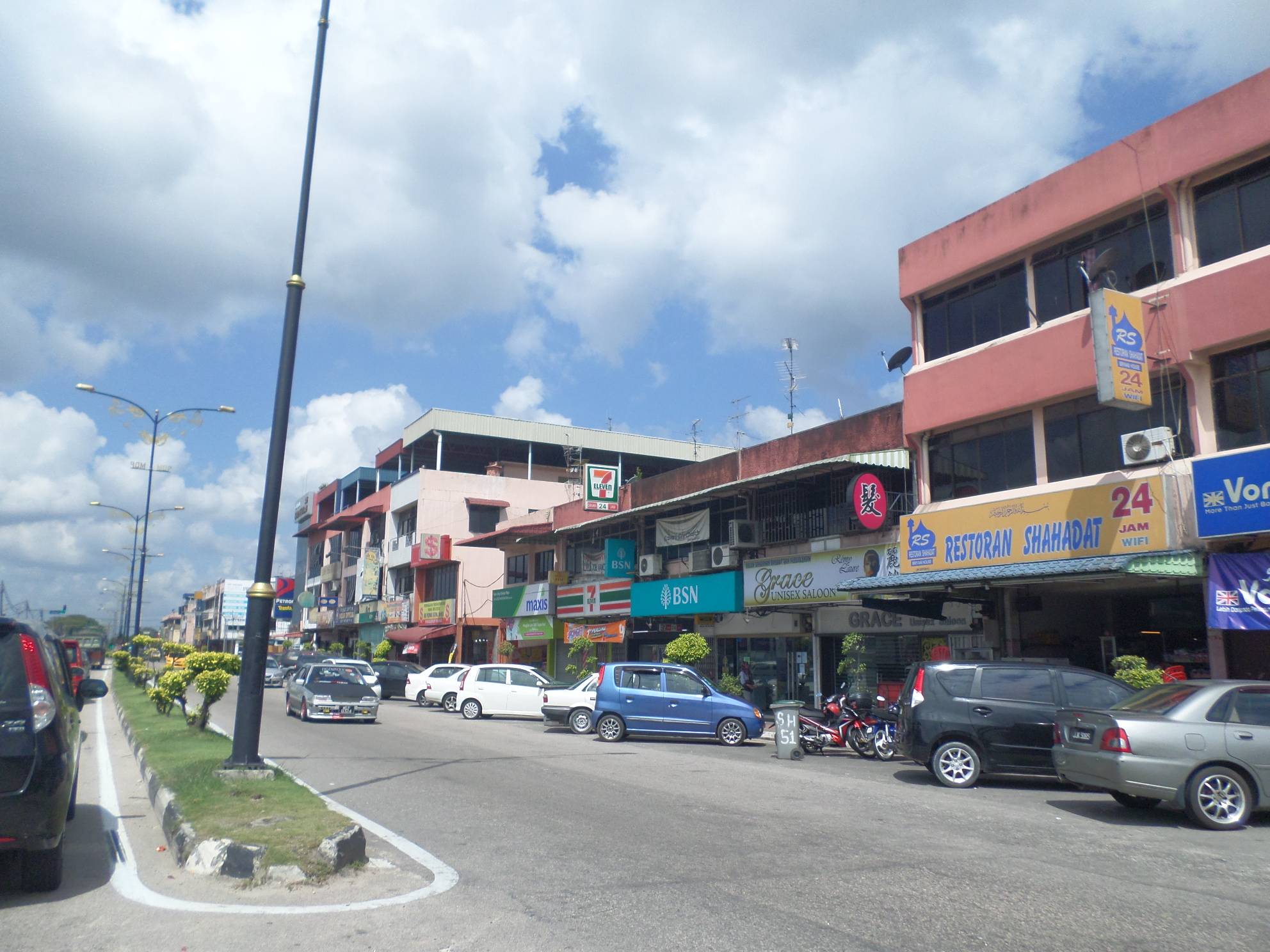
北干那那街景

北干那那的馬來文名爲Pekan Nanas，意爲「黄梨小镇」。北干那那也是马来西亚华人新村少数带有水果名称的新村。

## 历史
北干那那地区的发展史可以追溯到埔来港主时代（1892至1932年）。当初一部分北干那那村民聚居在西洋港一带，也就是现在的双溪宜兰槽（Sungai Jeram Choh）河边。由于华人方言称河边为“港”，故开港的主人也被称为“港主”。北干那那早期华人便居住在宜兰槽（Jeram Choh），坐落于现在甘榜槽附近，靠近埔来河支流的地方，距离新村有几公里。在日军南侵之前的1941年，当地已有近3千名华裔居民散居在附近。此外，当时当地的小型工业还包括一家以黄梨叶作为原料的黄梨麻织厂、由刘登鼎创立的和泰黄梨厂、2家木屐厂、以及几所炭窑和砖厂，经济活动发展蓬勃。1942年4月23日，日本开始南侵，抵达北干那那周边的西洋港、宜兰峇株、宜兰槽、双溪勿弄（Sungai Burung）永成园、埔来港，对当地华人展开大屠杀。其中1942年10月21日在北干那那沙河广西村，全村的37户、逾200人惨遭遭日本军队屠杀。
根据柔佛马华公会新村事务局出版的《柔佛州华人新村特辑》，北干那那新村是于1950年成立，曾在1947年地发生一起骚乱事件，当地有居民持枪械滋事，扰乱事件也持续了大约一年。因此当时的英殖民政府为了切断乡村居民与马来亚共产党之间联系，便征用了土地通过紧急状态法令将周遭从34碑开始至24碑所有居住在芭地里的农耕民给集中起来。这也间接导致北干那那华人所创办的学校不得不陆续停办，并合并成现今的育民学校或是侨民学校。这些消失了的学校包括培华学校、崇实学校、平民学校、南强学校、华侨学校、育华学校、启蒙学校，以及育民学校前身的中华学校。
不过根据新加坡《海峡时报》在1949年4月17日的一份报道，北干那那（Pineapple village）早在1949年便已成立了，是一个位于笨珍至新山的27哩路旁，靠近南马黄梨（South Malaya Pineapple Grower）公司一座拥有3千英亩的黄梨园丘。该报道也指出，园丘地段刚被清理和完成种植，并预计在1950年就能开始收成。根据在笨珍路三十一碑美丰园出生，有份参与新村建设的村民钟赋指出，北干那那新村地段原是树胶园，在被政府征用后，仅用了6个月时间便将散居在方圆5公里的居民分阶段迁入村里。北干那那新村在1948年开始分阶段搬迁，首先为西洋港居民，接下来则是美丰园居民和其他地区的居民。在新村土地被征用之前，北干那那现处于的地段被称为为水池路27哩，面积约为320英亩，当地的居民则散居在周边几公里的胶园及黄梨园内，并多从事耕种活动。
新村的屋地在初期设置的编号到800多号，但并没有住满，估计村里约有4至5千居民。其中有些居民占据3、4间房子，以有多个园丘为理由，需要让工人居住；而有的分配到房屋却不要搬去他处。钟赋称美丰园地区大部分都是由钟姓人家开拓，籍贯主要为客家人。当时他在笨珍路29哩的育华学校就读1年，过后便转入北干那那育民学校就读。北干那那新村的土地属于高山地段，不适合种植黄梨，反而是靠近的29哩有大片黄梨园，这里的村民主要职业自然为农业。
北干那那新村的周边地区自20世纪的五六十年代开始便盛产黄梨。根据记录，1950至60年代是马来亚黄梨生产的高峰期，其中北干那那所出产的黄梨就占了马来亚黄梨产量的大部分，使马来亚（以及过后的马来西亚）的黄梨产量一度在世界名列第二，仅次于美国夏威夷州。其中当时一家国民罐头工厂就聘请了约800名工人及200名职员。其他主要的经济活动则为割胶。
村民李鹏发称他在就读小学三年级的时候便随同家人搬迁至北干那那新村，当时还是马来亚紧急状态时期，进出村子需要经过检查站，保卫团（Home Guard）则负责在村内巡逻和负责检查站工作。新村闸门的守卫团负责检查和控制村民进出，并严禁带食物出去，只能带饮用水出外务农。他也说由于当时的学校没有年龄限制，因此当地的育民学校多为超龄生，放学后的他会跟随父母出外务农，在黄梨园做除草的工作，当时务农的工资仅有2、3块钱。当时的北干那那新村因四周被铁丝网围绕，而没有什么娱乐活动，唯一的休闲活动则为村内一家临时搭建的戏院，名为光明戏院。过中秋节时当地也有举办中秋晚会，农历新年时则会有舞狮团表演。
1951年，育民学校董事会成立，首届董事长为林维扬。1953年北干那那中华学校易名为育民学校，可能因为校名的“中华”会被认为为敏感字眼。1960年，新村的紧急状态正式解除。国家黄梨公司（PCM，Pineapple Canneryof Malaysia Sdn Bhd）成立后在60、70年代开始通过收购小园主的黄梨，加工生产为黄梨罐头，并外销世界各地，为当地提供逾千个就业机会，也成为当地最大厂商。1962年育民学校因为学生人数增加，课室不敷使用，董事部便向教育部申请把学校分为育民一校和育民二校，两校同在一个屋檐下上课，分上下午班。1965年笨珍黄梨园因劳资双方谈判破裂发生罢工潮。
1970年柔佛州政府首次委任北干那那新村村长，首名村长为林祝（任期1970年－1982年），北干那那区域也正式纳入地方政府（笨珍县议会）的管辖区。1984年北干那那育民学校董事会重组，催生了重建校舍运动，以重建半砖板的简陋校舍；从1985至2004年，该校进行4期建设，耗资逾400万令吉。
北干那那新村在20世纪60年代是以种植黄梨为主要经济来源。但在80年代由于黄梨市场售价下滑，当地的部分小园主开始放弃种植黄梨，改种橡胶和油棕。1989年日本岛野集团投资，在北干那那设置厂房装配脚踏车与钓鱼用具，为当地提供数千个工作机会，进而带动地方经济发展。从90年代至今，北干那那新村周边设立了大约逾30个新花园住宅区，使当地人口大增，成为了县内第二大城镇。目前北干那那镇的主要经济来源已转为工商业。

## 花園住宅區
北干那那镇以华人人口居多，住宅區以新村为中心分佈在周边，花園社區密布，主要的房屋形式為排屋及店屋，以及一些少數的洋房。
早期北干那那主要的花園住宅區為四季花园（Taman Season，大约于70年代开发），80年代开发的则有金马花园（Taman Emas Merah）、幸福花园（Taman Tuah）、凤梨花园（Taman Sri Nenas）等。開發至今，分佈在北干那那周边的花園住宅區和社区已達30余左右，其中包括：
| 序  | 中文名                         | 马来文名                          |
| --- | ------------------------------ | --------------------------------- |
| 90  | 旺来花园                       | Taman Sri Pekan Nanas             |
| 91  | 新市镇花园                     | Taman Utama                       |
| 92  | 成功花园                       | Taman Sri Jaya                    |
| 93  | 金马花园                       | Taman Emas Merah                  |
| 94  | 杏花村/莲花村花园              | Taman Bunga Teratai               |
| 95  | 光明花园                       | Taman Suria                       |
| 96  | 鸿福花园                       | Taman Sri Bahagia                 |
| 97  | 绿城苑                         | Taman Sri Kota                    |
| 98  | 白沙罗花园                     | Taman Seri Damansara              |
| 99  | 凯达益花园                     | Taman Hidayat                     |
| 100 | 成宝花园                       | Taman Mewah                       |
| 101 | 金马工业区                     | Taman Perindustrian Pekan Nanas   |
| 102 | 顺利花园                       | Taman Desa Damai                  |
| 103 | 丽雅花园                       | Taman Ria                         |
| 104 | 50间（廉价屋）                 | Rumah Murah Pekan Nanas           |
| 105 | 旧振东家对面花园               | Taman Syabas ( Jln. Sawah )       |
| 106 | 太子花园                       | Taman Putera                      |
| 107 | 圣淘沙花园                     | Taman Sri Sentosa                 |
| 108 | 百合花园                       | Taman Impian                      |
| 109 | 74间花园                       | Taman Sri Pekan                   |
| 110 | 凤梨花园                       | Taman Sri Nanas                   |
| 111 | 幸福花园                       | Taman Tuah                        |
| 112 | 四季花园                       | Taman Season                      |
| 113 | 钻石花园                       | Taman Intan                       |
| 114 | 公主花园 （Puteri Residences） | Taman Puteri                      |
| 115 | 康乐园                         | Taman Gemilang                    |
| 116 | 北干新街 （Pekan Sentral）     | Taman Perindustrian Pekan Nanas Ⅱ |
| 118 | 黄金花园第三期                 | Taman Emas Ⅲ                      |
| 119 | 家乐花园                       | Taman Kiara                       |

其他未在册地区
- 凯旋花园（Jalan Abu Bakar Majid）
- 平民村（Kampung Peng Meng）
- 彩虹花园（Taman Pelangi Mas）
- 美家园（Taman Sentosa Indah）
- 76间花园（Taman Sri Kiambang）
- 花园别墅（Taman Villa）
- 北干商业中心（Pusat Perdagangan Pekan Nanas）

## 基础建设

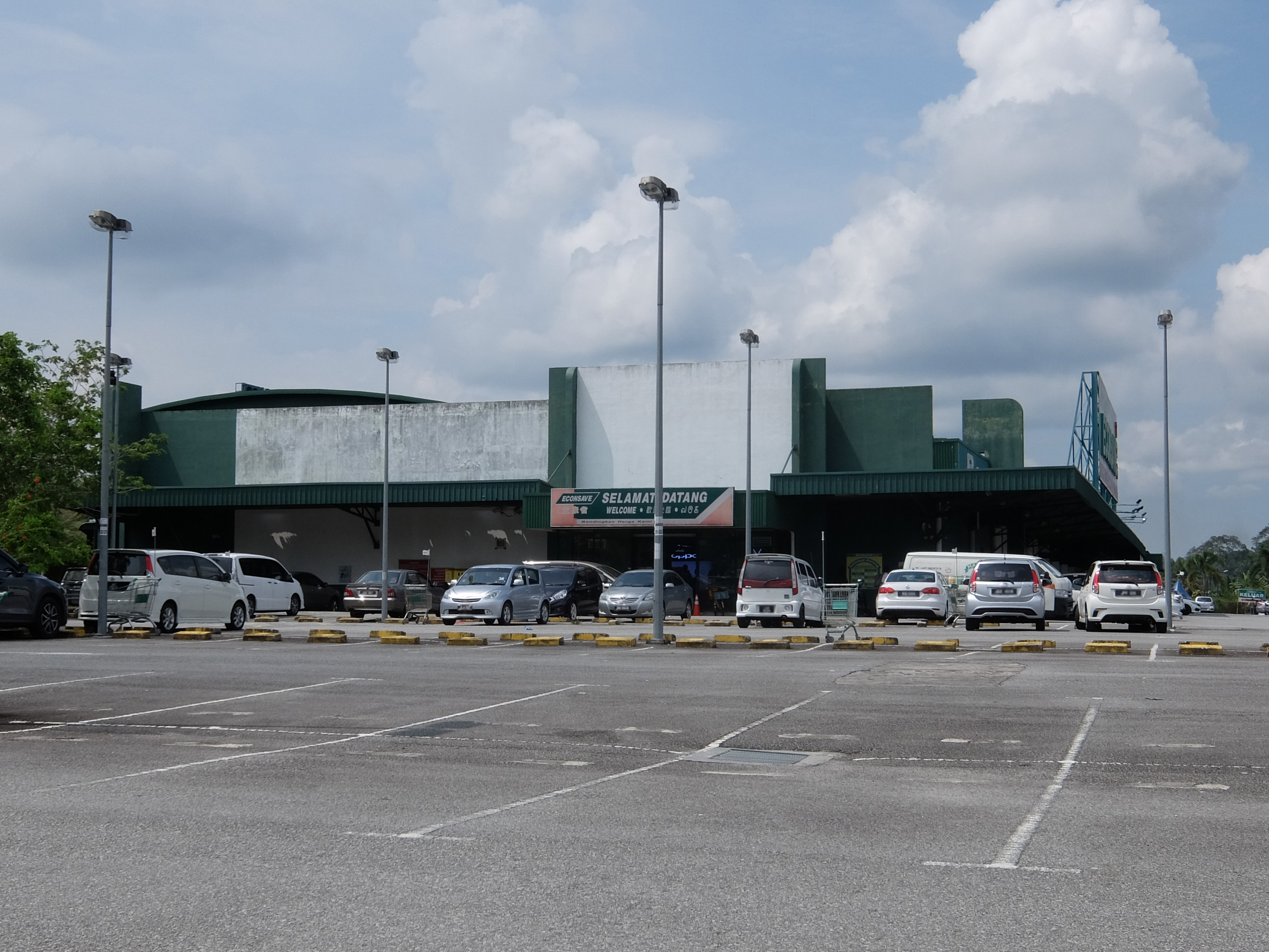
北干那那的宜康省

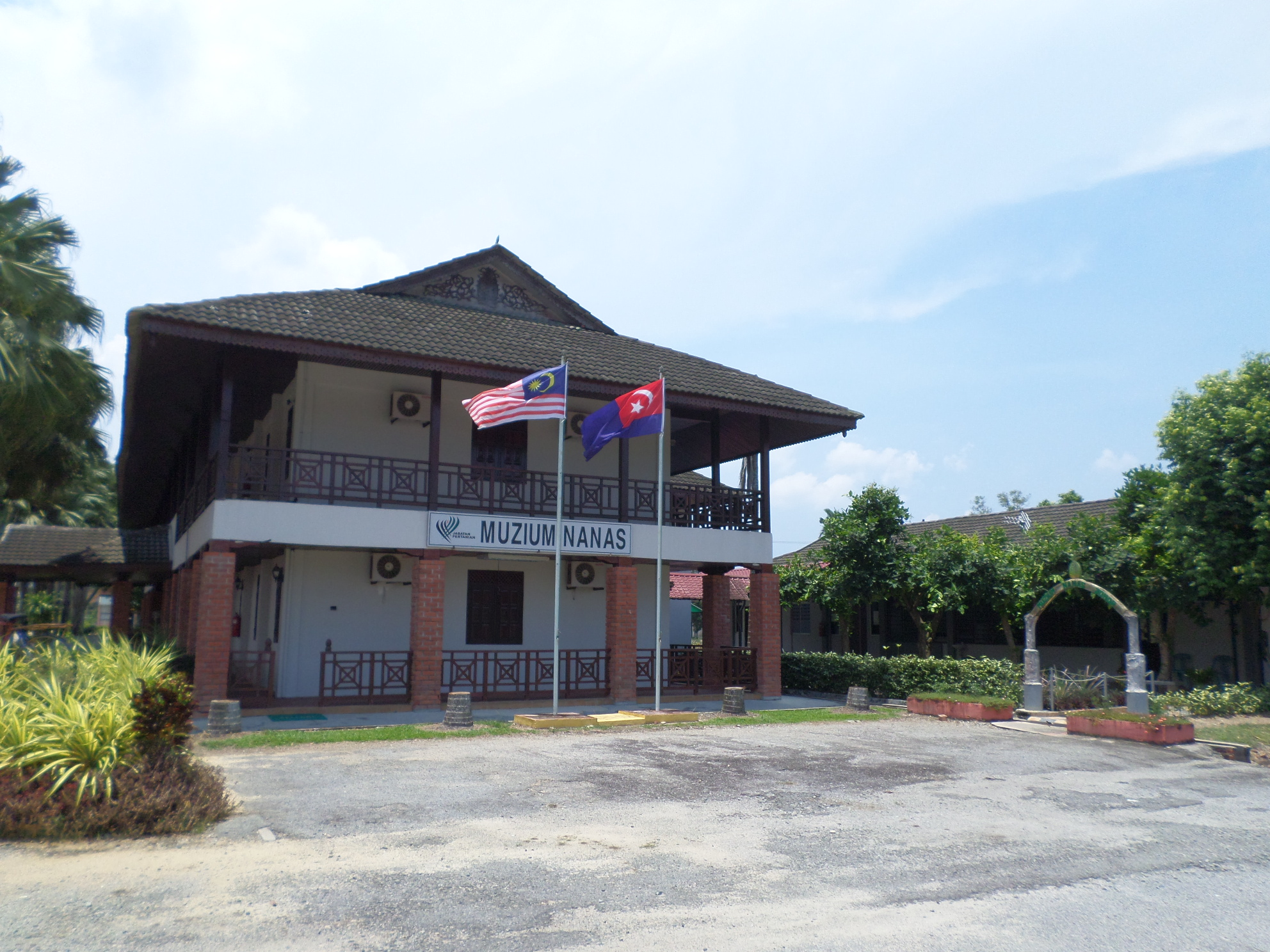
北干那那黄梨博物馆

北干那那前任村长郑文贵将北干那那新村称作为一个“移民村”，因为几乎所有村民都是从散居周边地区搬迁过来，并由各个籍贯人士组成。新村成立的60年代期间，水源通过从井里打水作为食水来源；电力则是由私人的南方电力公司发电，且仅提供至午夜。他也表示，北干那那新村的特色是房子和道路规划得井井有条，新村可划分为A区（16条道路）、B区（27条道路）和C区（20条道路）3个区域。新村从成立至80年代之前有80至90%道路都是黄泥路，后来经过政府拨款才逐步提升至柏油路。新村也有完善的基本设施如警局、诊所、邮政局、小学、小型巴刹及篮球场等。北干那那新村几乎所有的神庙都是从外地迁移进来的，其中包括原先位于西阳港的西阳伯公宫、美丰园的圣德庙、甘榜宜兰峇株的而南伯公宫。
北干那那附近没有商场，不过设有宜康省霸级市场。北干那那附近也有一间黄梨博物馆。

## 教育
各華文小學的資料截至2020年2月，如下表所示：
| 学校编号 | 地区     | 中文名称         | 马來文名称       | 邮政 编码 | 位置 | 津贴 制度 | 坐标                                        |
| -------- | -------- | ---------------- | ---------------- | --------- | ---- | --------- | ------------------------------------------- |
| JBC6024  | 北干那那 | 育民华小（一）校 | SJK(C) Yu Ming 1 | 81500     | 市区 | 全津      | 1°30′31″N 103°30′49″E / 1.5085°N 103.5137°E |
| JBC6025  | 北干那那 | 育民华小（二）校 | SJK(C) Yu Ming 2 | 81500     | 市区 | 全津      | 1°30′29″N 103°30′50″E / 1.5081°N 103.5140°E |

## 宗教
- 圣德庙
- 而南大伯公庙
- 大街大伯公宫
- 西陽伯公宮
- 吴爷宫庙
- 天后宫
- 龙帝庙

## 交通
北干那那主要的聯外道路為士姑来笨珍快速公路，俗称“柔佛路”（Jalan Johor），呈东西走向，往西可达小笨珍市区；往东可前往乌鲁槽、江加埔来、振林山等乡镇。北干那那也有一条往北的J113公路—沙哇街（Jalan Sawah，俗称南马路），沿着公路可前往南北大道南段高速公路的古来交通枢纽，以及古来的西部。

## 政治
北干那那属于丹绒比艾国会议席，该议席在马来西亚下议院的代表为来自国阵马华公会的黄日升，他也是前任马来西亚种植及原产业部第一副部长。同时，北干那那属于以其命名的北干那那州议席，该议席在柔佛州议会的代表为来自国阵马华公会的陈勇鸣。

### 新村村长列表
| 序  | 名称   | 任期          |
| --- | ------ | ------------- |
| 1.  | 林祝   | 1970年—1982年 |
| 2.  | 郭云集 | 1983年—1992年 |
| 3.  | 谢锦松 | 1993年—1994年 |
| 4.  | 梁光桦 | 1995年—1998年 |
| 5.  | 郑良贤 | 1999年—2000年 |
| 6.  | 郑文贵 | 2001年—2013年 |
| 7.  | 黄锦良 | 2014年—2015年 |
| 8.  | 吴添发 | 2016年—2018年 |
| 9.  | 彭伟球 | 2018年—2020年 |
| 10. | 方晶玉 | 2020年—现今   |